# Lee Duk-hee
Lee Duk-hee (kor. 이덕희, * 13. Juli 1953) ist eine ehemalige südkoreanische Tennisspielerin.

## Karriere
Während ihrer Tennislaufbahn gewann sie ein WTA-Turnier im Einzel. 1974 gewann sie bei den Asienspielen eine Silbermedaille im Doppel. Bei den Asienspielen 1978 gewann sie die Goldmedaille im Einzel und Doppel.
Von 1973 und 1981 spielte sie für die südkoreanische Fed-Cup-Mannschaft. Von ihren 41 Partien konnte sie 20 gewinnen.

## Turniersieg

### Einzel
| Nr. | Datum           | Turnier    | Kategorie                      | Belag     | Finalgegnerin  | Ergebnis |
| --- | --------------- | ---------- | ------------------------------ | --------- | -------------- | -------- |
| 1.  | 11. Januar 1982 | Fort Myers | WTA Avon Championships Circuit | Hartplatz | Yvonne Vermaak | 6:0, 6:3 |